# Melapia macrolectaria
Melapia macrolectaria là một loài bướm đêm trong họ Noctuidae.